# Rituals of the Dead Hand
Rituals of the Dead Hand est un groupe belge de black et doom metal, originaire du Limbourg, en Région flamande.

## Histoire
Le groupe est formé en 2016 par Filip Dupont et Frederik Cosemans en tant que projet parallèle du groupe Hemelbestormer. Le premier album Blood Oath est masterisé par Patrick W. Engel, qui a notamment travaillé pour Heaven Shall Burn, dans le studio musical Temple of Disharmony, et sort en novembre 2018 chez Dunkelheit Produktionen. La pochette de l'album est réalisée par Renilda Smeers.
Deux ans et demi plus tard, le deuxième album suit en mai 2021, également publié par Dunkelheit Produktionen. Le groupe se consacre à nouveau à la légende limbourgeoise des Bockreiter, une bande de brigands prétendument liés au diable. Le duo initial s'enrichit en outre du bassiste Beleth. Les enregistrements ont lieu en juillet et août 2020, le mixage et le mastering sont réalisés sous la direction de Jan Lathouwers en août et septembre 2020. En 2024, ils sortent leur album The Wretched and the Vile chez Immortal Frost Productions.

## Style musical
Le Musikatlas autrichien décrit brièvement le style du premier album comme étant du « black metal teinté de doom ». De manière comparable, le critique de Bleeding 4 Metal note son impression : « black doom ou black metal doom ». En ce qui concerne le chant, il note qu'il se situait « entre le sifflement venimeux et les growls profonds ». Le Rock Hard prend pour référence, à l'occasion de la même publication, le doom instrumental de Hemelbestormer, qui est en fait son principal domaine d'activité. Les deux groupes ont en commun « des chansons lentes construites sur des riffs profonds », mais il y a ici du chant et une « tendance aux harmonies dissonantes du black metal ». Dans la deuxième moitié du premier album, le rythme s'accélère avec « une planche de blastbeat et de doublebass qui s'étend », et des « éléments de noise électronique » apparaissent vers la fin.
Sur le deuxième album, le groupe maintient le cap et joue du « black metal avec beaucoup de doom metal », selon Soundmagnet. 

## Discographie
- 2018 : Blood Oath (Dunkelheit Produktionen)
- 2021 : With Hoof and Horn (Dunkelheit Produktionen)
- 2024 : The Wretched and the Vile (Immortal Frost Productions)